# Connie Alexander
Constantine „Connie” Alexander (ur. 8 kwietnia 1950) – brytyjski judoka. Olimpijczyk z Montrealu 1976, gdzie zajął dwunaste miejsce w wadze półśredniej.
Uczestnik mistrzostw świata w 1973. Piąty na mistrzostwach Europy w 1976. Drugi w drużynie w 1974 i trzeci w 1973 roku. 

## Letnie Igrzyska Olimpijskie 1976
| Konkurencja | Eliminacje          | Eliminacje             | Klas. końcowa |
| Konkurencja | Przeciwnik I        | Przeciwnik II          | Miejsce       |
| ----------- | ------------------- | ---------------------- | ------------- |
| 63 kg       | Joseph Bost (USA) Z | Felice Mariani (ITA) P | 12.           |